# Ситово (област Ямбол)
Вижте пояснителната страница за други значения на Ситово.
Ситово е село в Югоизточна България. То се намира в община Болярово, област Ямбол.

## География
Намира се между селата Мамарчево, Лалково, Голямо Шарково и Иглика и отстои на 25 km южно от град Елхово.

## История
В ситовската мера най-добре виреят зърнените храни. Може би оттам е дошло наименованието Ситово – „ситос“ на старогръцки – „хляб“ (в смисъл: хлебни зърна).

## Личности

### Родени
- Стоян Гъдев (1931-1999) - български актьор, участвал във филмите „Капитан Петко войвода“, „Иконостасът“...